# Zakład Remontów i Produkcji Sprzętu Lotniczego
Zakład Remontów i Produkcji Sprzętu Lotniczego (ZRPSL) ist ein polnisches Spezialwerk für die Herstellung von Kunststoffteilen und Flugzeugen. Die Firma wurde 1986 in Bielsko, Polen von Edward Margański gegründet. Man beschäftigte sich zunächst mit der Reparatur von Segelflugzeugen.
Das Angebot erweiterte man um den Wiederaufbau und Nachbau historischer Flugzeuge, unter anderem für das polnische Luftfahrtmuseum in Krakau.
1990 wurde ein Vertrag mit der Swift Ltd, einem englischen Segelflugzeughersteller geschlossen, der die Entwicklung eines neuen kunstflugtauglichen Segelflugzeuges, der Swift S-1 zum Inhalt hatte. Kurz darauf erteilte die Fa. MDM Ltd. einen ähnlichen Auftrag für die Entwicklung eines zweisitzigen Segelflugzeuges, der MDM-1 Fox, dem ersten weltweit, das auch doppelsitzig für das komplette Kunstflugprogramm zugelassen wurde. Jerzy Makula gewann auf dieser Maschine 1993 seine 5. Segelkunstflugweltmeisterschaft.
In Kooperation mit der EUROS GmbH beschäftigt man sich auch mit der Herstellung eines 1-MW-Windrades.
Aufgrund der umfangreichen Erfahrung mit der Verarbeitung von faserverstärkten Kunststoffen beschäftigt man sich mit der Entwicklung von ZRPSL EM-10 Bielik, einem Jettrainer mit ungewöhnlichen Möglichkeiten.
Mit dem zweimotorigen Flugzeug ZRPSL EM-11 Orka wurde ein zweimotoriges, viersitziges Flugzeug für die allgemeine Luftfahrt entwickelt.
Derzeit heißt das Unternehmen Zakłady Lotnicze Margański & Mysłowski S.A.